# قوانین ارگانیک
قوانین ارگانیک organic law به مثابهٔ تدبیری برای اجراء قانون اساسی و در واقع دنبالهٔ موسع آن هستند. وضع قوانین یادشده جزء صلاحیت اجباری پارلمان شمرده می‌شود چرا که در متن قانون اساسی امر به وضع آن شده است. در مقابل، قوانین عادی بنا به مصلحت جامعه و نیازهای موجود و با توجه به صلاحیتی که پارلمان در تصویب قوانین دارد وضع می‌شوند.
همانندی قوانین ارگانیک و عادی هم در این است که هر دو خاستگاه تقنینی دارند و مصوب پارلمانند.